# ペルト (小惑星)
ペルト (4087 Pärt) は小惑星帯に位置する小惑星。ローウェル天文台でエドワード・ボーエルが発見した。
エストニアの作曲家、アルヴォ・ペルト (Arvo Pärt) から命名された。